# انسانیت (فیلم ۱۹۵۵)
انسانیت (انگلیسی: Insaniyat) یک فیلم به کارگردانی اس. اس. واسان است که در سال ۱۹۵۵ منتشر شد. از بازیگران آن می‌توان به دو آناند، دیلیپ کومار، و بینا رای اشاره کرد.